# アニタ・ヨハンソン
ボディル・アニタ・ヨハンソン（スウェーデン語: Bodil Anita Johansson、1955年12月12日 - ）は、スウェーデン、マルメ出身のフィギュアスケート選手（女子シングル）。1972年札幌オリンピックスウェーデン代表。スウェーデン選手権3連覇（1970年-1972年）。1970年北欧選手権優勝。結婚後はアニタ・ヤコブソン（Anita Jacobson）。

## 主な戦績
| 大会/年            | 1969-70 | 1970-71 | 1971-72 |
| ------------------ | ------- | ------- | ------- |
| オリンピック       |         |         | 15      |
| 世界選手権         |         | 17      |         |
| 欧州選手権         | 21      | 15      | 14      |
| スウェーデン選手権 | 1       | 1       | 1       |
| 北欧選手権         | 1       | 2       |         |